# Muzeum Šumavy Sušice
Muzeum Šumavy v Sušici vzniklo v roce 1880 jako první muzeum na Šumavě. Nejprve sídlilo v prostorách sušické radnice. Původně malé muzeum se díky početným darům časem rozrostlo a dnes zaujímá důstojnou pozici na sušickém náměstí v domě č.p.40. Od roku 1963 bylo propojeno s Muzeem Šumavy v Kašperských Horách a Muzeem Šumavy v Železné Rudě. V roce 2015 bylo k sušickému muzeu přičleněno i Muzeum Dr. Šimona Adlera v Dobré Vodě.
Muzeum Šumavy v Sušici tvoří významnou součást šumavských muzeí. Každá z jeho poboček nabízí rozmanité expozice zaměřené na historii zdejšího regionu. Muzeum je otevřeno celoročně s výjimkou dubna a listopadu.

## Historie
V roce 1880 přišel sušický učitel Josef Holík s myšlenkou vytvořit muzeum pro region větší části Šumavy a Pošumaví. Za tímto účelem zveřejnil 25. ledna 1880 v místních novinách Posel ze Sušice přímou výzvu sušickým radním. Jelikož ve zdejším regionu žádné muzeum ještě neexistovalo, byla jeho žádost schválena již v dubnu téhož roku. Původní název muzea měl znít Šumavské muzeum v Sušici. Své první prostory muzeum získalo v budově sušické radnice, kde mu byla vyhrazena jedna místnost. Díky četným darům, které přicházely jako odezva na Holíkovu výzvu, získalo muzeum o dva roky později lépe vyhovující místnosti po občanské záložně. Bylo dokoupeno vybavení potřebné k uložení a péči o stále se rozrůstající sbírky. V roce 1893 Josef Holík umírá a jeho místo zaujímá odborný učitel Jan Taul. Ačkoliv se snaží v Holíkově práci pokračovat, u tehdejšího zastupitelstva města nenachází pochopení.

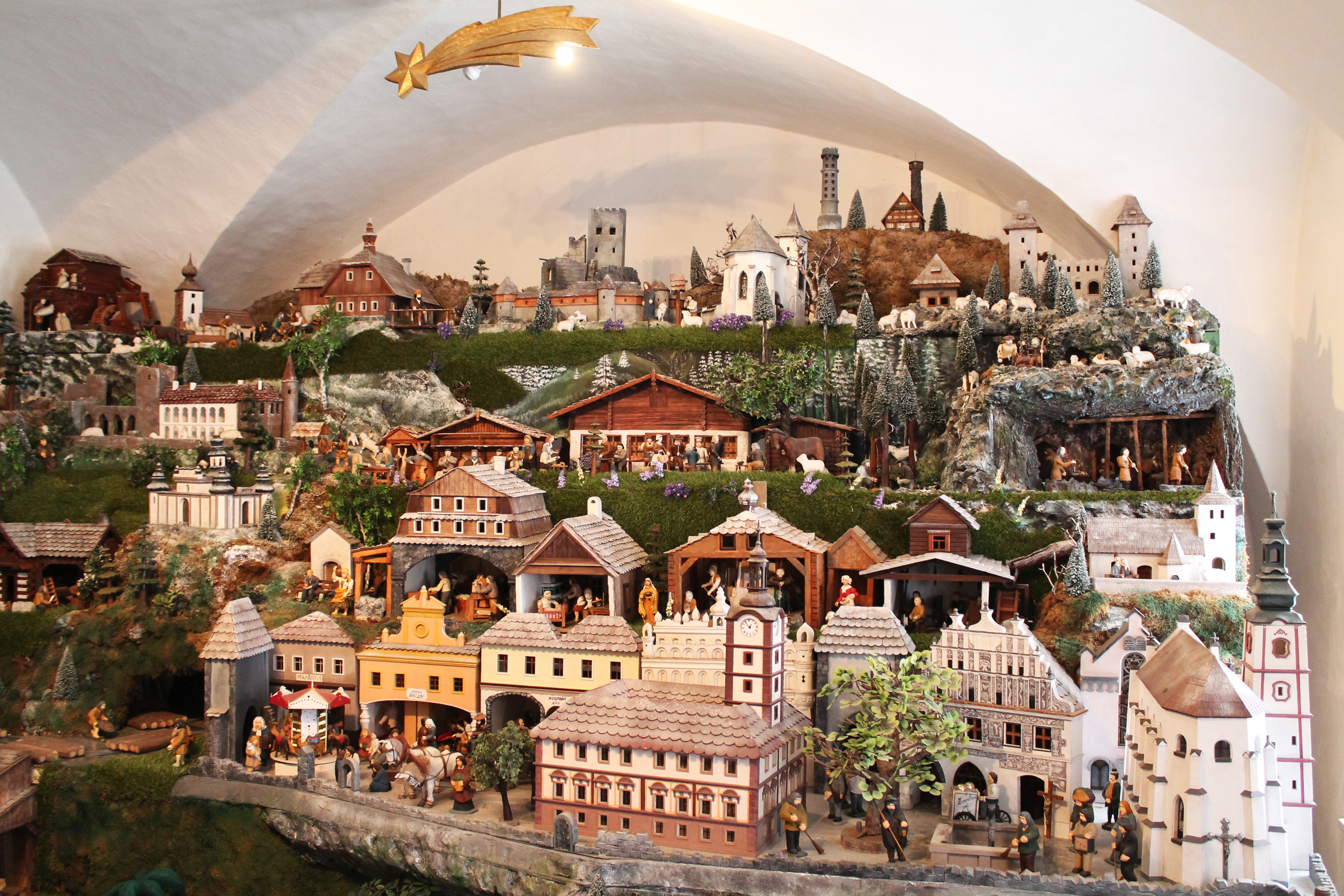
Betlém v muzeu Šumavy

V roce 1895 se sušické muzeum s úspěchem účastnilo i Národopisné výstavy v Praze, kde představilo bohatou kolekci exponátů. I přes tento fakt sušická radnice o rok později zvažovala pronájem muzejních prostor bernímu úřadu a sbírky umístit do obecní šupárny (bývalé vězení pro lehčí přestupky), které byly pro tento účel naprosto nevhodné. Jen díky zásahu a finanční podpoře od České spořitelny bylo tomuto kroku zabráněno. Po rezignaci Jana Taula v roce 1904 se novým správcem muzea stal Vojtěch Maštovský. Od roku 1909 zde působil profesor Karel Kramář a po něm, v roce 1912, nastoupil do vedení muzea Kajetán Turek. S jeho příchodem nastává etapa rozvoje. K muzeum se na čas připojilo i Okresní zemědělské muzeum a městský archiv. Kajetán Turek získal od rady města Sušice příslib finanční podpory a přišel s myšlenkou, že by muzeum mělo mít vlastní budovu.
V roce 1934 se muzeum přestěhovalo do prostor renesanční budovy bývalého děkanství na sušickém náměstí. V roce 1942 Kajetán Turek zemřel a vedení muzea se na přechodnou dobu ujal jeho syn Luboš. Po válce bylo vedení muzea svěřeno městskému archiváři profesoru Antonínu Janákovi. 
Během války a krátce po ní byla činnost muzea výrazně utlumena. Do sbírek se začaly soustřeďovat nejrůznější předměty z konfiskátů, na které se zde konaly dražby. V archivu se kupily německé knihy, které si lidé volně přebírali. V roce 1951 vyčistili pracovníci muzea pod vedením Josefa Kůse a za pomoci žáků sušického gymnázia sbírky od předmětů, které do nich nepatřily. Téhož roku také započaly práce na instalaci nové expozice podle libreta Vladimíra Holého, na níž se podíleli odborní pracovníci z Národního muzea v Praze. Expozice byla slavnostně otevřena 7. dubna 1956.
Velké změny přinesl rok 1960, kdy došlo k reorganizaci územních celků a vzniku okresů. Historický okres Sušice byl po téměř sto letech zrušen a začleněn do okresu Klatovy. Z těchto důvodů byla v roce 1967 integrována muzea v Kašperských Horách a v Železné Rudě do jednoho celku se jménem Muzeum Šumavy. Vedení muzea dodnes sídlí v Sušici.

## Sbírky
Muzeum v současné době patří mezi vlastivědná víceoborová muzea. Své rozsáhlé sbírky prezentuje v budově na sušickém náměstí a v pobočkách v Železné Rudě, Kašperských Horách, Dobré Vodě. Sbírkový fond zahrnuje především památky šumavské a pošumavské provenience. Od roku 1988 pracuje při muzeu i Záchranná stanice pro handicapované živočichy.
Sušické muzeum seznamuje návštěvníky především s historií sirkařské výroby a s dějinami sklářství na Šumavě. Mezi nejzajímavější exponáty patří ojedinělý cínový soubor nádobí pocházející z přelomu 16. a 17. století z rodiny sušického měšťana Adama Čecha, nebo sbírka skla věnovaná muzeu jeho dlouholetým příznivcem Bruno Schreiberem.
Mezi další sbírky muzea Šumavy patří: Numismatická sbírka, Etnografická sbírka, Uměleckoprůmyslové sbírky, Věda, technika, průmysl, Archeologická a historická sbírka, Sbírka zbraní, Sbírka výtvarného umění, Sbírka uměleckého řemesla, Sbírka písemností a tisků, Sbírka negativů a diapozitiv, Sbírka fotografií, pohlednic, filmů a zvukových záznamů, Sbírka modelů, Entomologická sbírka, Botanická a zoologická sbírka, Geologická a mineralogická sbírka a sbírková knihovna.

### Sušický betlém
Mechanický betlém umístěný v budově muzea patří k největším v Česku. Jeho délka činí 5 metrů, hloubka 3,5 m a výška 2,8 m. Od roku 2004 je zdejší raritou vyřezávaný pohyblivý betlém obsahující téměř 150 pohyblivých a 150 nepohyblivých figurek.

## Odborná činnost
Odbornou činnost muzea zajišťují specializovaná pracoviště:
- Historické pracoviště v Sušici a v Kašperských horách se věnuje studiu a zpracování regionálních dějin. Provádí i výzkumnou a dokumentační činnost v terénu. Odborní pracovníci se také podílejí na přednáškách, publikacích a tvorbě výstav a nových expozic.
- Přírodovědné pracoviště se stará o geologickou expozici, geologickou a mineralogickou sbírku i o botanické sbírky. Funguje zde také Záchranná stanice pro handicapované živočichy.

## Publikace
Vlastivědný sborník Muzea Šumavy vychází v pravidelném intervalu dvou let. Obsahuje studie z oblasti dějin a umění, archeologie a historie, a také četné regionální příspěvky ze společenských i přírodních věd. Součástí sborníku je i barevná obrázková příloha.
Odborní pracovníci publikují v regionálním i odborném tisku, jejich příspěvky se objevují ve sbornících jiných institucí anebo ve sbornících příspěvků z odborných konferencí. Jejich články zaměřené na témata z regionální historie se pravidelně objevují v regionálním i odborném tisku.

## Knihy
- Jan Lhoták. Dějiny fotografie v Sušici
- Jitka Lněničková a kol. Sbírka skla Bruno Schreibera I. a II.
- Jitka Lněničková. Lötz/série II. Sklářské střihy z let 1900 až 1914
- kolektiv autorů. Vlastivědný sborník muzea Šumavy
- Jitka Lněničková. Šumavské sklářství (německy)
- Josef Váchal a Jiří Kornatovský. Hory a srdce
- Jan Royt. Gabreta Sancta – Svatí patroni a ochránci střední Šumavy ve výtvarném umění